# Carpa de La Reina
Carpa de La Reina es un álbum colectivo de Violeta Parra, en conjunto con algunos intérpretes invitados a su centro de arte popular ubicado en la comuna de La Reina, en Santiago de Chile. Fue grabado y lanzado al mercado en formato LP en 1966, y se encontraba inédito en CD hasta su reedición, en 2007, como parte de la Colección Bicentenario del sello EMI Odeón.
El álbum contiene cuatro temas de Violeta, inéditos hasta la fecha («La pericona se ha muerto», «Se juntan dos palomitas», «Los pueblos americanos» y «Palmero sube a la palma»), en que la artista graba con acompañamiento orquestal. De estas canciones, sólo «Los pueblos americanos» y «La pericona se ha muerto» podían encontrarse hasta 2007 en compilaciones de EMI, hasta que el álbum fue remasterizado y relanzado, conservando su repertorio y carátula originales, y agregando nuevas notas introductorias, como parte de la Colección Bicentenario.
Participan como invitados sus hermanos Roberto y Lautaro, además de Héctor Pavez, y el naciente grupo Quelentaro. El disco es notorio por contener la primera versión conocida de «Corazón maldito», una de las canciones más conocidas del cancionero de Violeta, interpretada por el Grupo Chagual. No hay versiones del tema con la voz de Violeta Parra.
Varias de las canciones del folclore chileno que aparecen en este álbum (como «Atención, mozos solteros» y «El joven para casarse») habían sido recopiladas por la misma Violeta, y lanzadas en algunos de sus discos de la colección El folklore de Chile.

## La carpa
El nombre del álbum hace referencia al centro cultural que Violeta Parra instaló en unos terrenos cedidos por el alcalde de La Reina, Fernando Castillo Velasco, en el Parque La Quintrala. En el terreno precordillerano y de difícil acceso, levantó una carpa donde instalaría su «Universidad nacional del folclore», realizando cursos de folclore chileno durante el día y una peña en las noches.
Además, el lugar fue la residencia de Violeta Parra y el lugar donde se suicidó el 5 de febrero de 1967. El terreno luego fue abandonado y, durante la dictadura militar chilena, urbanizado. En la actualidad, hay pocos registros del paso de la cantautora por el lugar, salvo por una reproducción de una escultura conmemorativa del escultor Roberto Polhammer, en la plazoleta de la esquina de Mateo de Toro y Zambrano con La Cañada, erigida en 29 de septiembre del 2012.

## Lista de temas
Las canciones del disco son las siguientes:

| Lado A |                            |               |               |          |  |
| N.º    | Título                     | Escritor(es)  | Intérprete    | Duración |  |
| 1.     | «La pericona se ha muerto» | Violeta Parra | Violeta Parra |          |  |
| 2.     | «Atención, mozos solteros» | Tradicional   | Quelentaro    |          |  |
| 3.     | «Corazón maldito»          | Violeta Parra | Grupo Chagual |          |  |
| 4.     | «El sueño»                 | Tradicional   | Lautaro Parra |          |  |
| 5.     | «De puro cuaco»            | Roberto Parra | Roberto Parra |          |  |
| 6.     | «Debajo de la palma»       | Tradicional   | Grupo Chagual |          |  |

| Lado B |                             |               |               |          |  |
| N.º    | Título                      | Escritor(es)  | Intérprete    | Duración |  |
| 1.     | «El nombre de mis queridas» | Tradicional   | Héctor Pavez  |          |  |
| 2.     | «Se juntan dos palomitas»   | Violeta Parra | Violeta Parra |          |  |
| 3.     | «Atención calcetineras»     | Roberto Parra | Roberto Parra |          |  |
| 4.     | «El joven para casarse»     | Tradicional   | Quelentaro    |          |  |
| 5.     | «El cargamento»             | Tradicional   | Lautaro Parra |          |  |
| 6.     | «Los pueblos americanos»    | Violeta Parra | Violeta Parra |          |  |
| 7.     | «Palmero sube a la palma»   | Violeta Parra | Violeta Parra |          |  |